# طريق الحرير

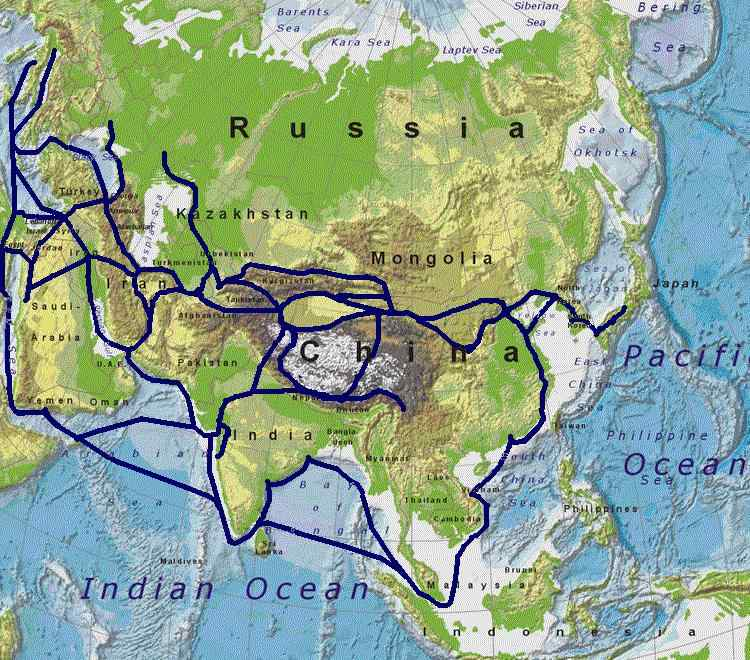
طريق الحرير

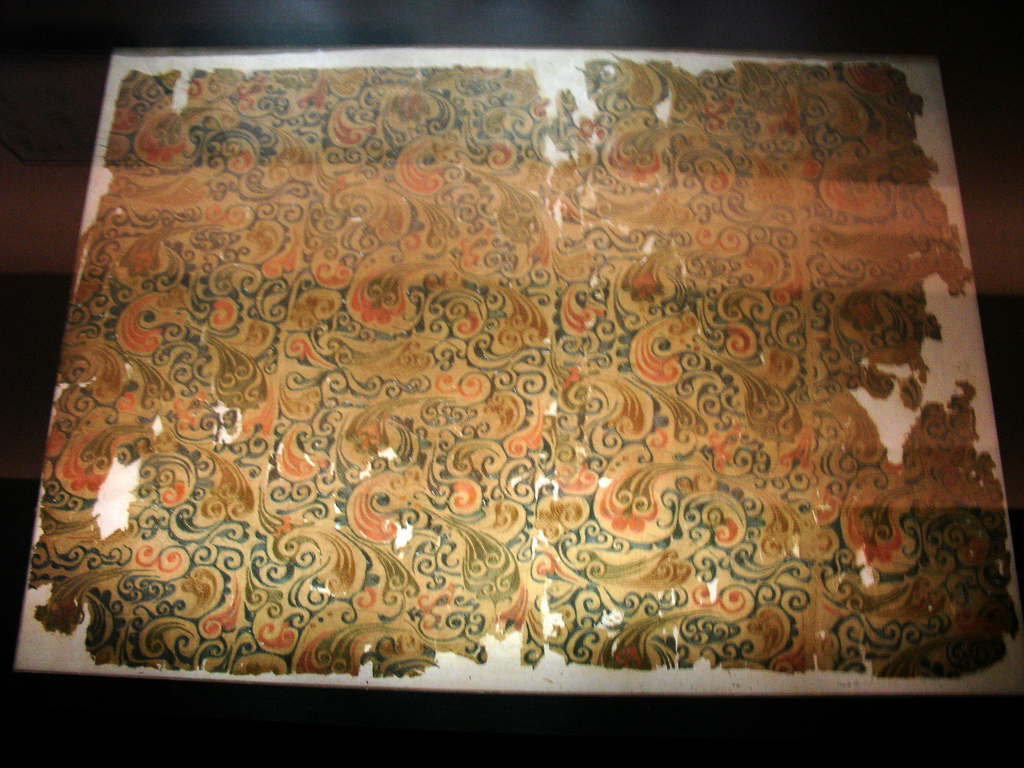
نسج المنسوجات الحريرية من قبر رقم 1 في موانغدوى، تشانغشا بمقاطعة هونان، والصين، ق 2 القرن، سلالة هان

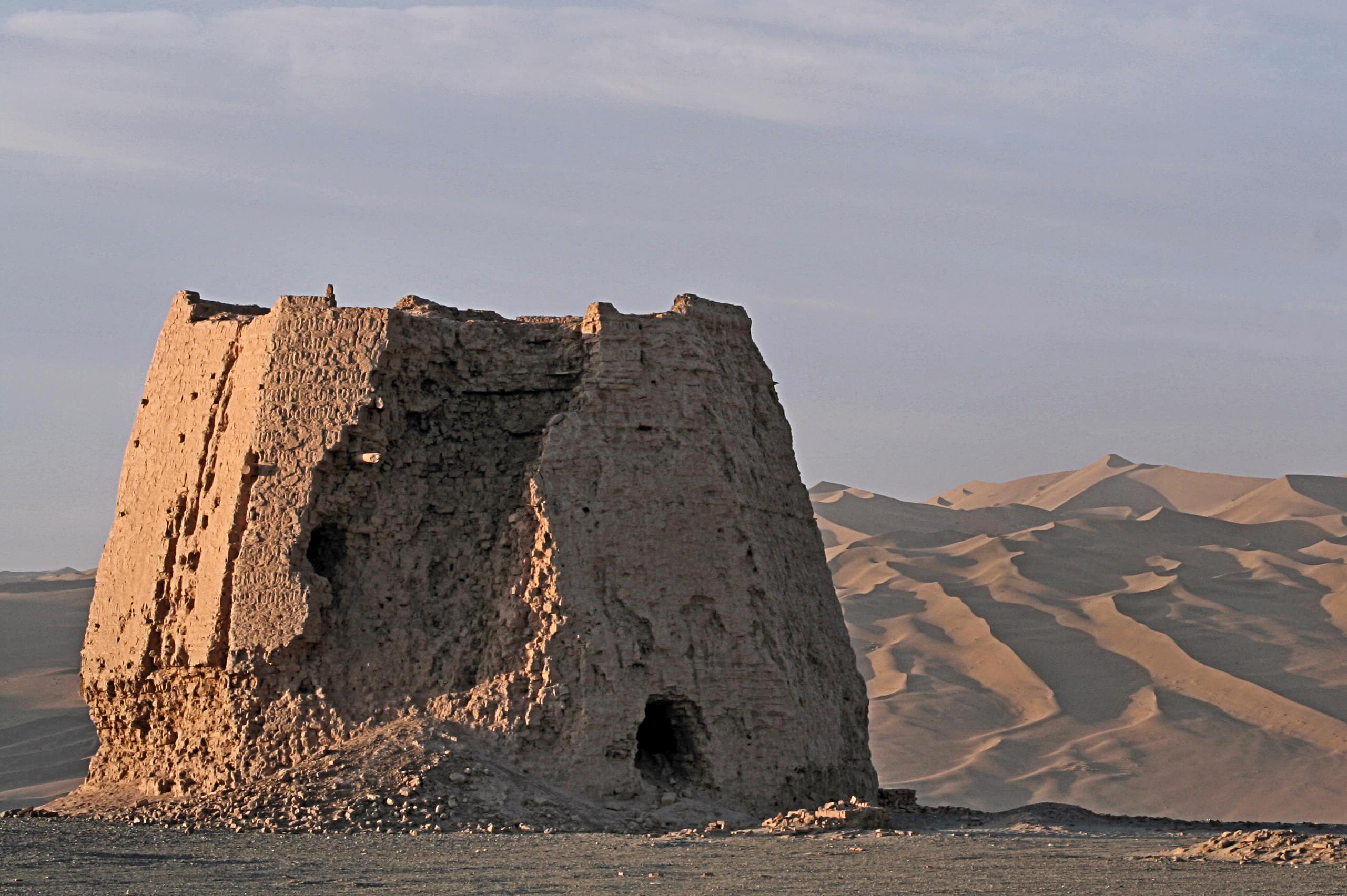
انقاض سلالة هان (206 قبل الميلاد -- 220 ميلادية) برج المراقبة الصينية المصنوعة من صدم الأرض في دونهوانغ، مقاطعة قانسو

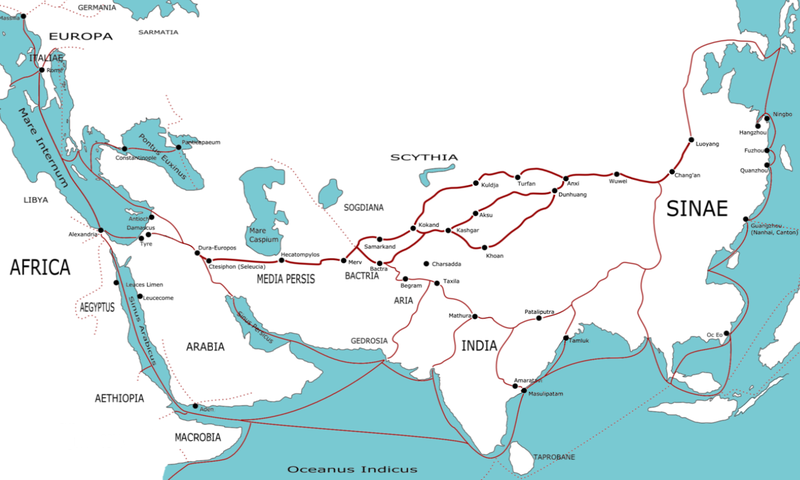
طريق الحرير في القرن 1

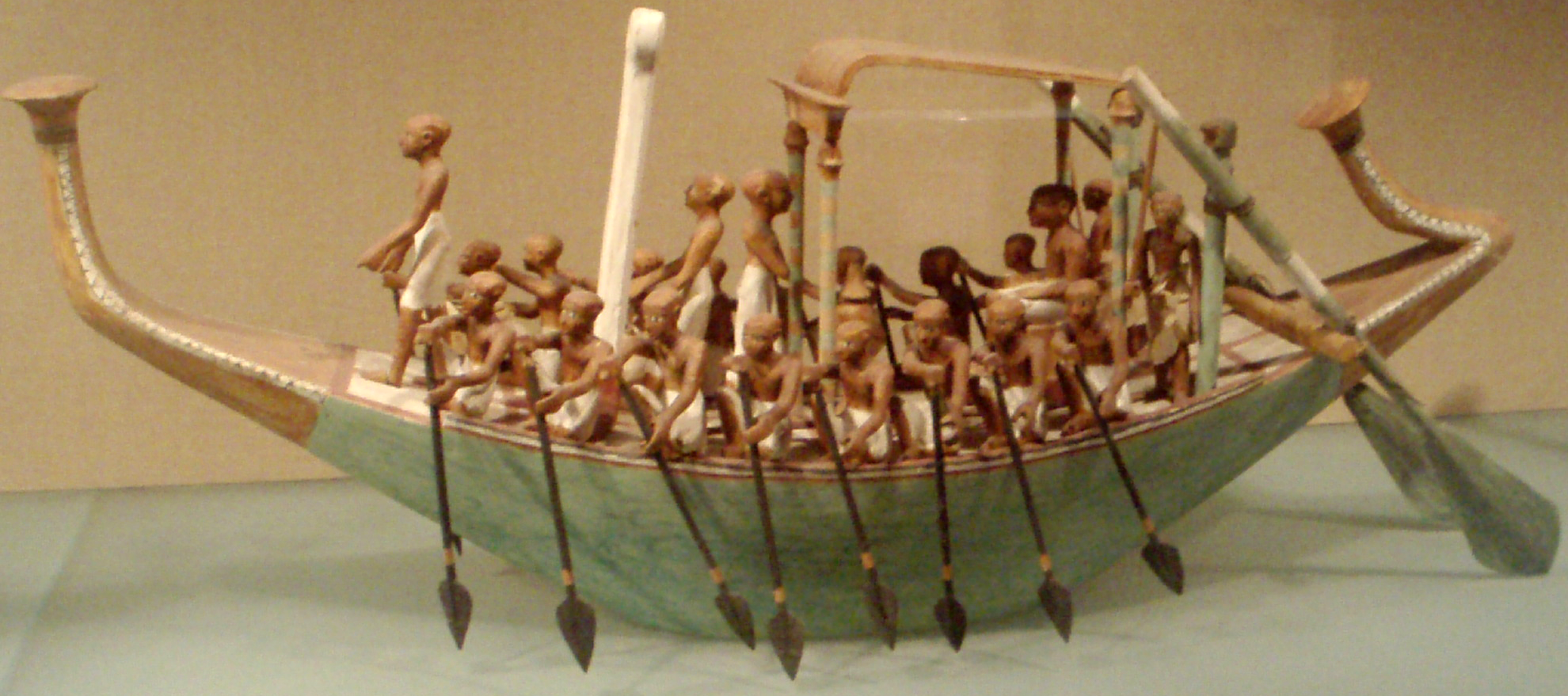
نموذج لقارب التجديف جنائزية من مقبرة مكت رع. من وقت الأسرة الثانية عشرة في مصر، في وقت مبكر من عهد أمنمحات الأول، حوالي 1931-1975 قبل الميلاد.

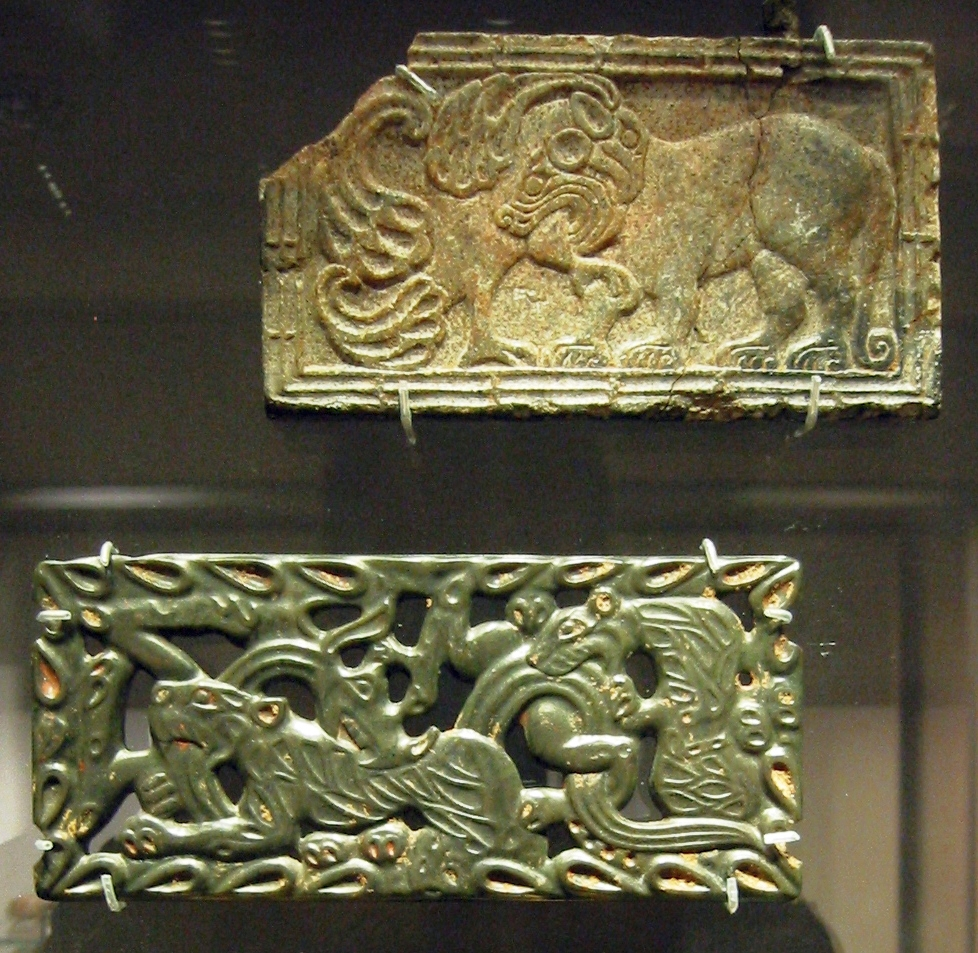
اليشم الصينية واللوحات من الحجر الصابوني، في الفن على غرار الحيوانات محشوش من السهوب. 4 - 3 قرن قبل الميلاد. المتحف البريطاني.

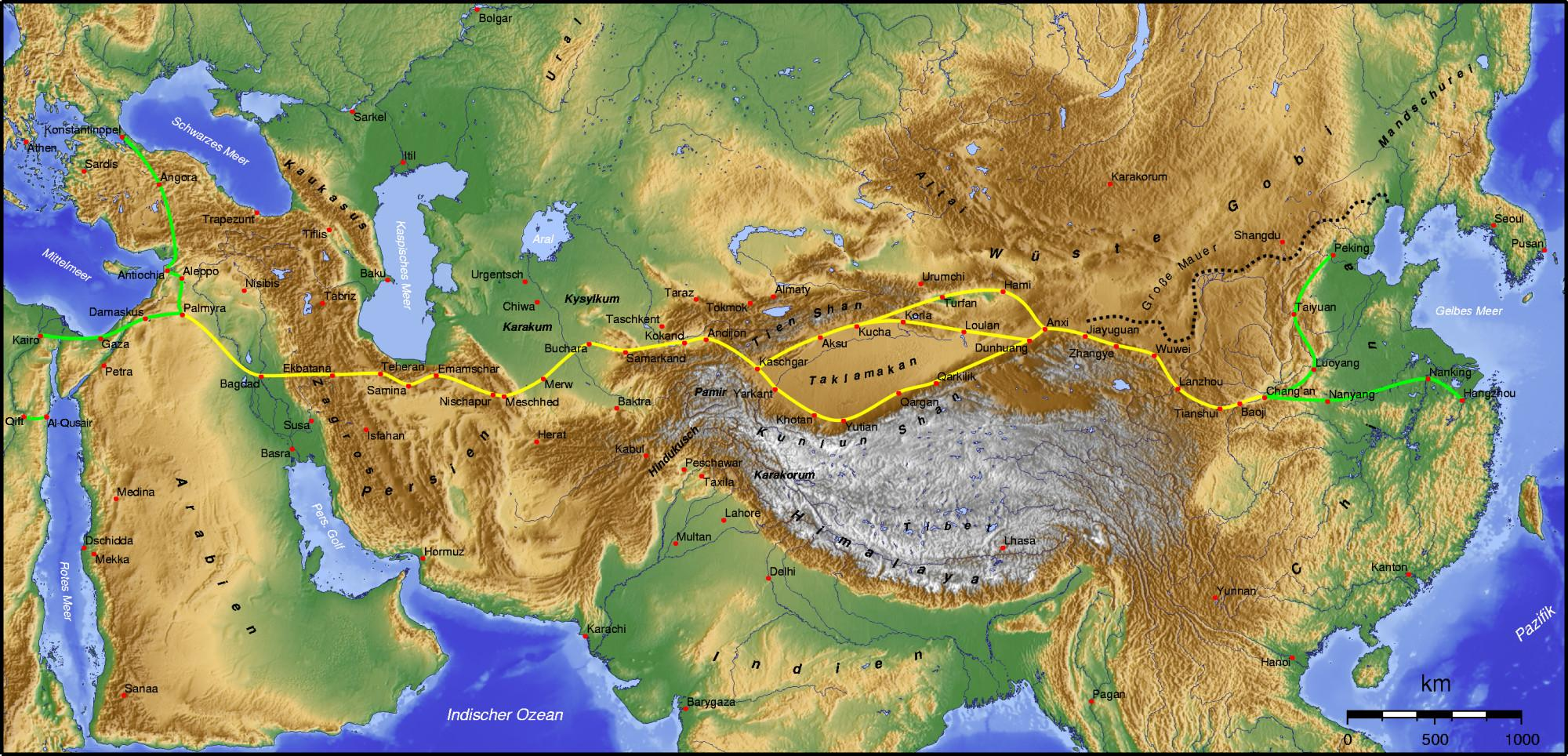
طريق الحرير

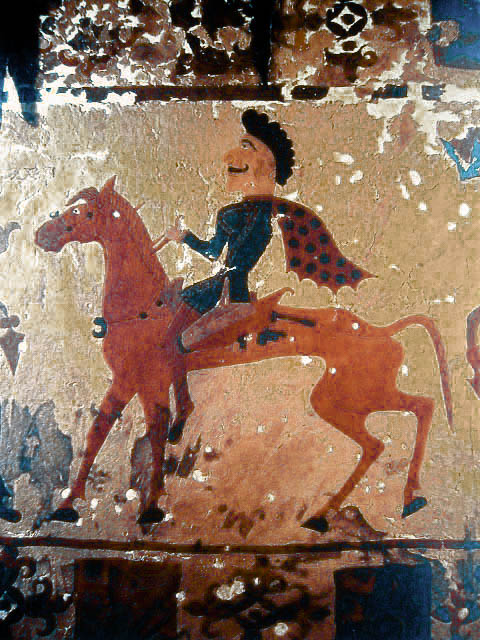
وفارس محشوش من عموم منطقة نهر ايلى، Pazyryk، c.300 قبل الميلاد.

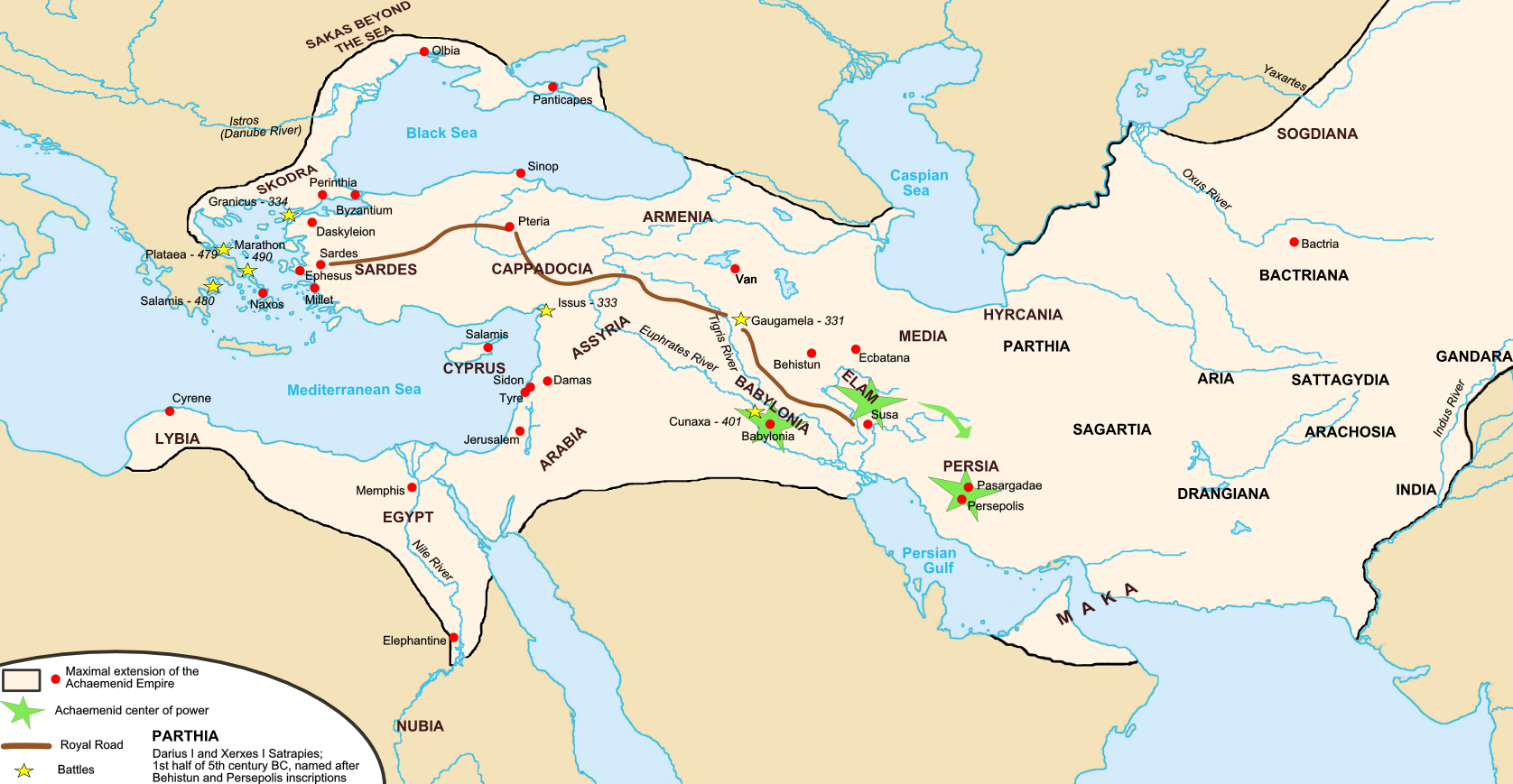
الأخمينية الفارسية الإمبراطورية على مدى حليفتها الكبرى

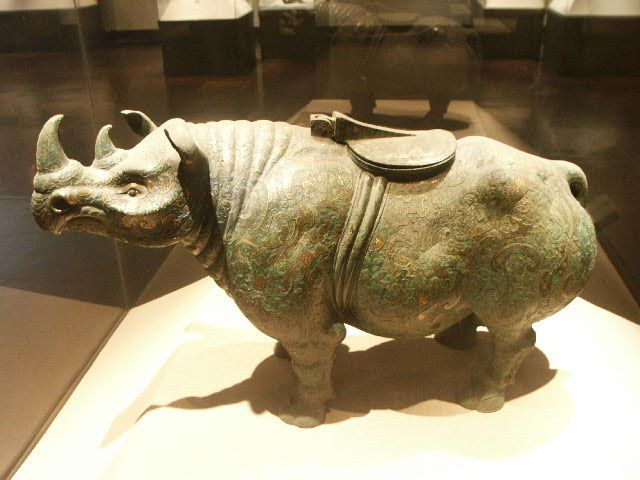
آثار من طريق الحرير

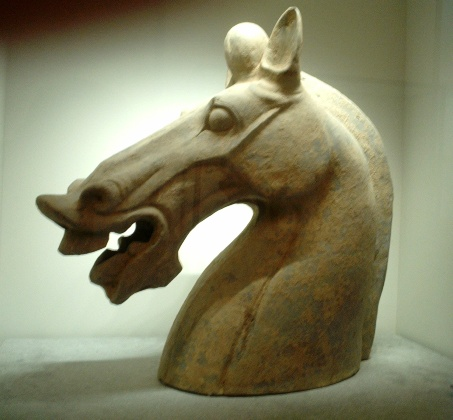
الحصان بوتي

طريق الحرير (بالصينية التقليدية: 絲綢之路، بالصينية المبسطة: 丝绸之路) هي مجموعة من الطرق المترابطة كانت تسلكها القوافل والسفن وتمرّ عبر جنوب آسيا رابطةً تشآن (والتي كانت تعرف بتشانغ آن) في الصين مع أنطاكية في تركيا بالإضافة إلى مواقع أخرى. كان تأثيرها يمتد حتى كوريا واليابان. أخذ مصطلح طريق الحرير من الألمانية (زايدنشتراسه Seidenstraße)، حيث أطلقه عليه الجغرافي الألماني فرديناند فون ريتشهوفن في القرن التاسع عشر.
كان لطريق الحرير تأثير كبير على ازدهار كثير من الحضارات القديمة مثل الصينية والحضارة المصرية والهندية والرومانية حتى أنها أرست القواعد للعصر الحديث.
يمتد طريق الحرير من المراكز التجارية في شمال الصين حيث ينقسم إلى فرعين شمالي وجنوبي. يمرّ الفرع الشمالي من منطقة بلغار-كيبتشاك وعبر شرق أوروبا وشبه جزيرة القرم وحتى البحر الأسود وبحر مرمرة والبلقان ووصولاً للبندقية. أمّا الفرع الجنوبي فيمرّ من تركستان وخراسان وعبر بلاد ما بين النهرين والعراق والأناضول وسوريا عبر تدمر وأنطاكية إلى البحر الأبيض المتوسط أو عبر دمشق وبلاد الشام إلى مصر وشمال أفريقيا.

## الاكتشاف
اكتشف الصينيون صناعة الحرير حوالي سنة 3000 قبل الميلاد، وعرفوا في هذا الوقت المبكر فنوناً مبهرة لإتقان صنعته وتطريزه. وقد أذهلت هذه الصناعة الناس قديماً، فسعوا لاقتناء الحرير بشتى السبل، حتى أنهم كانوا يحصلون عليه مقابل وزنه بالأحجار الكريمة. وقبل خمسة آلاف سنة، بدأ الحرير يأخذ طريقه من الصين إلى أرجاء العالم. ليس الحرير وحده بالطبع، وإنما انسربت معه بضائع كثيرة، مالبث انتقالها من الصين وأقاصي آسيا إلى أواسط آسيا وشمال أفريقيا ووسط أوروبا أن اتخذ مسارات محددة، عرفت منذ الزمن القديم باسم طريق الحرير.
في واقع الأمر، فإن طريق الحرير لم يكن طريقاً واحداً، وإنما شبكة من الطرق الفرعية التي تصب في طرق أكبر أو بالأحرى في طريقين كبيرين، أحدهما شمالي (صيفي) والآخر شتوي كانوا يسلكونه في زمن الشتاء. والذي يجمع بين هذه السبل والمسارات جميعاً هو أنها مسالك للقوافل المتجهة من الشرق إلى جهة الغرب، لتمر في طريقها ببلدان ما لبثت أن ازدهرت مع ازدهار هذا الطريق التجاري الأكثر شهرة في العالم القديم.
وقد انتظمت مسارات طريق الحرير منذ القرن الخامس قبل الميلاد، وظلت منتظمةً لألف وخمسمائة سنة تالية، كان طريق الحرير خلالها معبراً ثقافياً واجتماعياً ذا أثر عميق في المناطق التي يمر بها. لم يتوقف شأن طريق الحرير على كونه سبيل تجارة بين الأمم والشعوب القديمة، وإنما تجاوز (الاقتصاد العالمي) إلى آفاق إنسانية أخرى، فانتقلت عبره الديانات فعرف العالم البوذية وعرفت آسيا الإسلام وانتقل عبره البارود فعرفت الأمم الحروب المحتدمة المدمرة، وانتقل عبره الورق فحدثت طفرة كبرى في تراث الإنسانية مع النشاط التدويني الواسع الذي سَهَّل الورقُ أمره، وانتقلت عبره أنماط من (النظم الاجتماعية) التي لولاه كانت ستظل مدفونة في حواضر وسط آسيا. غير أن النشاط الاقتصادي، ظل دوماً هو العاملُ الأهم، الأظهر أثراً. ويكفى لبيان أثره وأهميته، أن طريق الحرير أدَّى إلى تراكم المخزون العالمي من الذهب في الصين، حتى أنه بحلول القرن العاشر الميلادي، صارت الصين وحدها، تمتلك من مخزون الذهب قدراً أكبر مما تمتلكه الدول الأوروبية مجتمعة.
ومن اليابسة إلى البحر، انتقل الاقتصاد العالمي نقلةً كبيرة مع اكتشاف التجار أن المسارات البحرية أكثر أمناً من الطرق البرية. وقد تزامن ذلك مع اشتعال الحروب المغولية - الإسلامية بقلب آسيا. وشيئاً فشيئاً، اندثرت معالم طريق الحرير وصارت البضائع والثقافات الإنسانية تنتقل في مسارات بحرية منتظمة، تتجه عبر المحيط الهندي من حران آسيا الجنوبية، إلى شمال أفريقيا مروراً بالبحر الأحمر، لتستلم القوافلُ البرية البضائع من آخر نقطة في خليج السويس، لتنقلها إلى المراكب الراسية في ثغر دمياط وما حوله من موانئ. وفي هذا الزمان، كان الحكام مماليك مصر يتقاضون رسوماً عالية مقابل هذه (الوصلة) حتى أنهم كانوا مثلاً يحصِّلون على الفلفل الأسود وزنه ذهباً.
وازدهرت مصر المملوكية حيناً من الدهر، حتى اكتشف طريق رأس الرجاء الصالح، فصارت السفن تحفُّ جنوب آسيا، لتمر بحواف أفريقيا، فترسو على موانئ شبه جزيرة أيبيريا. فازدهرت البرتغال وإسبانيا، وانطفأت مصر أواخر عصرها المملوكي وخلال عصرها العثماني.
ولما افتتحت قناة السويس، واتصل المسارُ البحري الآتي من آسيا إلى أوروبا، تغيَّر الحال. وانتظمت التجارة واستولدت قناةُ السويس مدناً مصرية من الصحراء فكانت السويس وكثيراً من نقاط أخرى موزعة على الحافة الغربية لمجرى القناة.

## نشأة طريق الحرير
في عام 1877، أطلق العالم الجغرافي الألماني فرديناند فون ريتشهوفن على طريق المواصلات لتجارة الحرير بشكل رئيسي فيما بين الصين في أسرة هان وبين الجزء الجنوبي والغربي لآسيا الوسطى والهند اسم "دي سيدينستراس" والذي يعني «طريق الحرير». ويقصد بـ«طريق الحرير» هو خط المواصلات البرية القديمة الممتد من الصين وعبر مناطق غرب وشمال الصين وآسيا كلها إلى المناطق القريبة من أفريقيا وأوروبا، وبواسطة هذا الطريق كانت تجري التبادلات الواسعة النطاق من حيث السياسة والاقتصاد والثقافة بين مختلف المناطق والقوميات.
انتقال الحضارة المادية عبر طريق الحرير إلى الخارج:
بدأ الغرب يعرف الصين من انتقال الحرير الصيني عبر «طريق الحرير» إلى الخارج. في عهد أسرة تانغ، بلغت صناعة الحرير الصينية الذروة، وازدادت أساليب نسجه وزخرفته. وقد ورثت المنسوجات الحريرية في عهد أسرة مينغ تقاليد كثرة أنواعها وجمالها الزاهي منذ عهد أسرة تانغ، فاجتذبت تجار مختلف بلدان العالم بنوعيتها الممتازة. وعندما وصل الحرير الممتاز النوعية والزاهي الألوان إلى الغرب أعجب به الغربيون شديد الإعجاب، فقد مدح الشاعر الروماني ويجير الحرير الصيني بأنه أجمل من الزهور وأدق من نسج العنكبوت. ومع انتقال الحرير الصيني إلى الخارج، عرف الغربيون الحرير كما عرفوا الصين. وفي العصور القديمة أصبح الحرير الصيني بضاعة انتقلت وبيعت إلى مكان أبعد ووصل حجمها التجاري إلى الأعلى وبلغ سعرها الأغلى وربحها الأكثر تدريجيا في التجارة العالمية. وإلى جانب الحرير، أعجبت بلدان الغرب بخزفيات الصين ومنتجاتها اللكية ذات الجاذبية الشرقية.
وفي «طريق الحرير»، كانت الثقافة المادية متبادلة، فقد حمل شعوب مختلف بلدان أوروبا وآسيا منتجاتهم المتنوعة إلى الصين أيضا.
كان طريق الحرير ممرا تمر به الصين في تبادلها التجارى البري مع جنوب آسيا وغرب آسيا وأوروبا وشمال أفريقيا ويسمى بطريق الحرير بسبب نقل كميات كبيرة من الحرير والمنسوجات الحريرية الصينية إلى الغرب عبر هذا الطريق. وقد اكتشف علماء الآثار أن طريق الحرير تشكل أساسا في عهد أسرة هان الصينية في القرن الأول قبل الميلاد، وحينئذ اتجه طريق الحرير الجنوبي إلى أفغانستان وأوزبكستان وإيران غربا والطريق الآخر يمر عبر باكستان وكابول الأفغانية حتى رأس الخليج ويمكن الوصول منه إلى إيران وروما.
وفي الفترة ما بين القرن الثاني قبل الميلاد والقرن الثاني الميلادي كان على طول طريق الحرير أربع دول إمبراطورية كبرى وهي روما في أوروبا وبارثيا في غرب آسيا (إيران القديمة ذات النظام العبودى) وكوشان في آسيا الوسطى (الدولة تسيطر على آسيا الوسطى وشمال الهند)، وأسرة هان الصينية في شرق آسيا. وأن تشكيل طريق الحرير جعل هذه الحضارات العريقة تتبادل وتتأثر بعضها بالبعض وبعد ذلك تتطور أية حضارة بصورة منعزلة.
تكثفت الاتصالات بين الشرق والغرب عبر طريق الحرير المكون من شبكة طرق معقدة. وتقول سجلات تاريخية صينية أن الجوز والخيار والفلفل الأسود جلبت من الغرب. وفي عهد أسرة تانغ ما بين القرن السابع والقرن التاسع الميلادي ازدهر طريق الحرير أكثر حيث جلبت إلى الصين الطيور والحيوانات النادرة والمجوهرات والتوابل والأواني الزجاجية والعملات الذهبية والفضية من الغرب، والموسيقى والرقص والأطعمة والأزياء وزخارفها من غرب آسيا وآسيا الوسطى، وفي نفس الوقت صدرت المحصولات والمنتجات والتكنولوجيا الصينية مثل الحرير وصناعة الورق وفن الطباعة والأواني المطلية باللك والأواني الخزفية والديناميت والبوصلة إلى الخارج عبر طريق الحرير مما قدم مساهمة صينية هامة للحضارة العالمية.
بينما تطورت التجارة الصينية نشط التبادل الثقافي عبر طريق الحرير ودخلت البوذية كأحد الأديان الثلاثة الكبرى في العالم إلى الصين في أواخر عهد أسرة هان الغربية (عام 206 –عام 220 ق م) وإن مسار دخول البوذية من الهند إلى الصين سجل في رسوم حائطية تبلغ مساحتها حوالي عشرة آلاف متر مربع وما زالت موجودة في معبد الكهف الحجري الذي بني في القرن الثالث الميلادي بقيزر في سنجان.وعبر طريق الحرير دخلت البوذية من الهند إلى قيزر ب سنجان ودون هوانغ بقانسو ثم إلى المناطق الداخلية بالصين. وتميز الكهوف الحجرية البوذية المتبقية عبر طريق الحرير مثل كهوف موقاو بدون هوانغ وكهوف لونغ مين الحجرية بلويانغ بأساليب الفنون الشرقية والغربية دلالة على التبادل الثقافي بين الصين والغرب عبر طريق الحرير وتعتبر كلها من التراث الثقافي العالمي.
ومع تغير الخارطة السياسية والاقتصادية في أوروبا وآسيا بعد القرن التاسع الميلادي، وخاصة تقدم تكنولوجيا الملاحة، برز دور النقل البحري في التبادل التجاري واضمحل دور طريق الحرير البري التقليدي. وفي القرن العاشر قلما اعتبر طريق الحرير هذا طريقا تجاريا.
وخلال السنوات الأخيرة بدأت منظمة التربية والعلوم والثقافة التابعة للأمم المتحدة اليونيسكو تنفذ برنامج بحوث جديدة لطريق الحرير وتسمى طريق الحرير طريق الحوار لدفع الحوار والتبادل بين الشرق والغرب.

## طرق الحرير وشبه الجزيرة العربية
كان الصينيون يجوبون مياه المحيط الهندي منذ العصور القديمة السابقة للميلاد، وكانت سفنهم تقوم برحلات طويلة فيما بين الموانئ الصينية وموانئ الهند الغربية، ومثل ذلك كان يفعل العرب فقد كانت سفنهم تبحر من موانئ الخليج العربي وساحل اليمن إلى موانئ الهند الغربية وإلى ساحل جنوب الهند حيث يلتقون هناك بالتجار الصينيين ويحصلون منهم ومن التجار الهنود على بضائع الصين والهند ويبيعونهم بضائع الجزيرة العربية الثمينة التي كان من أهمها البخور والعطور والنحاس واللبان واللؤلؤ. وبوصول البضائع الصينية والهندية إلى موانئ الجزيرة العربية، كان التجار العرب ينقلونها على متن سفنهم وعلى ظهور قوافلهم عبر شبكة من الطرق البرية والبحرية إلى بلاد فارس وبلاد ما بين النهرين والشام ومصر وساحل الحبشة. وكثر ثراء العرب من التجارة بالمواد الناتجة عن جزيرتهم وتلك المستوردة من الهند والصين، وقد جلب هذا الثراء على العرب نقمة القوى والشعوب المحيطة بجزيرتهم الذين كانوا يتبايعون معهم بتجارة الشرق الأقصى؛ فمنذ نهايات الألف الثالث قبل الميلاد حاول الآشوريون فرض سيطرتهم على تجارة الشرق التي يقوم العرب فيها بدور الوسطاء، فقد عبرت إحدى الوثائق الأكادية القديمة عن نجاح الإمبراطور سرجون ملك أكاد (2300 ق م) في جلب مراكب مجان ودلمون وملوخة إلى ميناء أكاد والمعروف أن مجان هي عمان ودلمون هي البحرين وملوخة هي بلاد السند، وقد حاول الفرس أيضا منذ عصورهم القديمة مزاحمة العرب على منافع هذه التجارة؛ فقد جهزوا حملة في عهد إمبراطورهم دارا الكبير (521-485 ق م)، نجحت في الدوران حول شبه الجزيرة العربية من الخليج العربي إلى خليج السويس ووصلت مساري طريق الحرير البحري: مسار الخليج العربي ومسار البحر الأحمر وبالتالي احتكار تجارة الشرق الأقصى وإقصاء عرب الجزيرة العربية من الميدان. ولكن حملة الملك دارا لم يدم نجاحها ولم تتكرر مرة أخرى في التاريخ ولذلك فهي لا تعدو كونها مغامرة. كما حاول اليونانيون أيضا فرض سيطرتهم على الملاحة في البحر الأحمر وفي الخليج العربي وكانت لهم مستوطنة في جزيرة فيلكا الواقعة حاليا بدولة الكويت، كما أن الفرس في العصور التالية استطاعوا فرض سيطرتهم على تجارة الصين والهند المارة بالخليج العربي، ولكن سيطرتهم لم تحرم العرب من المشاركة الفاعلة في حركة هذه التجارة نظرا لخبرتهم الطويلة ومعرفتهم الواسعة ببناء السفن والإبحار في مياه المحيط الهندي. ولحاجة الفرس إلى موانئهم التي كانت تمثل نقطة الانطلاقة لمراكب الصين والهند. واستمر التنافس بين العرب والفرس على تجارة الشرق في مد وجزر في العصور التالية ففي أيام الفرثيين الذين سقطت دولتهم في فارس في أوائل القرن الثالث الميلادي، أصيبت تجارة الخليج القادمة من الهند والصين بنوع من الانكماش نتيجة تشجيع الفرثيين لنقل تجارة الصين على الطريق البري الذي يمر عبر أراضيهم، ولكن سياسة خلفائهم الساسانيين جاءت معاكسة فعملوا على تشجيع التجارة على طريق الحرير البحري وانتقل الاهتمام إلى موانئ شمال عمان والبحرين وساحل هجر، وقد لعب ميناء أبو لوكس، (الأبله)«تقع في مدينة البصرة»، دورا مهما في التجارة مع الصين والهند حيث كان من أهم موانئ أعالي الخليج العربي، ومنه كانت تصدر حاصلات الشام وبلاد ما بين النهرين وفارس إلى الهند والصين، وإليه كانت تصل أخشاب الصندل والآبنوس والحرير الصيني وكان به مراكز جمركية تجبي الضرائب لكسرى.
ولا يوجد في المصادر التاريخية والأدلة الأثرية ما يشير إلى وصول سفن العرب إلى سواحل الصين أو وصول سفن الصينيين إلى موانئ الجزيرة العربية في الحقب التاريخية السابقة للميلاد أو في القرون الأولى الميلادية، ولكن المصادر تشير إلى أن البضائع الصينية المنقولة على طريق الحرير البحري كانت تصل إلى الهند على السفن الصينية والهندية ثم تجلب إلى موانئ الجزيرة العربية من أسواق الهند وسيلان على سفن عربية وفارسية وهندية، فقد كانت السفن الهندية تبحر في عصور ما قبل الإسلام في المياه العربية وتصل إلى جزيرة سقطرى وإلى ساحل عدن وإلى موانئ صحار والبحرين والأبله التي كانت بها جاليات من الهند في تلك الفترة، ودامت شهرة السفن الهندية التي تجوب مياه الخليج وبلغت حدا جعلت أحد شعراء العرب قبل الإسلام وهو لبيد بن ربيعة يضرب بها المثل في طولها وعرضها وفي أحكام عملها.

## طريق الحرير البحري
الفرع الآخر لطريق الحرير البحري هو الفرع الذي يصعد البحر الأحمر حتى يصل إلى مصر وحوض البحر الأبيض. فرضت الممالك العربية، التي نشأت في جنوب الجزيرة العربية وفي الشمال على امتداد الطرق البرية المحاذية لسواحل البحر الأحمر، سيطرتها على الملاحة وعلى تجارة الشرق السائرة في البحر الأحمر وساعدهم في ذلك خطورة الملاحة في هذا البحر نتيجة لكثرة الشعاب المرجانية فيه وما يتطلبه من خبرة بالممرات المائية العميقة ومداخل موانئه ومخارجها وهي معلومات حرصوا على الاحتفاظ بها لأنفسهم.
وخلال القرن الأول قبل الميلاد ازدهرت تجارة الشرق المارة عبر الموانئ اليمنية والعمانية، وأنشأ أحد ملوك شبوة الذي فرض سيطرته على جنوب عمان ميناء في منطقة ظفار عرف باسم يمهرم سرعان ما أخذت تؤمه السفن المتجهة إلى الشرق. وتصف كتابات الرحالة اليونانيين الذين زاروا المنطقة في تلك الفترة نشاط حركة التجارة في موانئ البحر الأحمر الجنوبية والشمالية، فعن ميناء Muza وهو ميناء المخا يذكر صاحب كتاب الطواف حول البحر الإرتري، أنه وجده مزدحما بالمراكب وأصحاب السفن والملاحين العرب والناس فيه في شغل شاغل بأمور التجارة وهي تابعة للملك الحميري كربئيل. وفي شمال البحر الأحمر شاركت ممالك ديدان ولحيان في التجارة البحرية المارة بموانئهم، ويصف سترابون الذي عاش في القرن الأول قبل الميلاد تجارة حلفائهم الأنباط وهم المسيطرون على عدد من موانئ شمال البحر الأحمر مثل لوكي كوفي (ميناء الخريبة الواقع شمال ضباء) وأكرا كومي (مرسى كركمة الواقع جنوب الوجه) ويذكر أن سلع التجارة تنقل من لوكي كومي إلى البتراء ومنها إلى فينيقية ومنها إلى أمم أخرى، ويصف النبطيين بأنهم قوم حريصون مولعون بجمع الثروة، وأن البضائع التي يتاجرون بها بعضها مستجلب استجلابا كليا وبعضها ليس مستجلب كله، ويقدم قائمة بالسلع المستجلبة شملت بالإضافة إلى أشياء أخرى الثياب الأرجوانية والإصطرك والزعفران والقرفة والتماثيل والصور والقطع المنحوتة، ويحتمل أن بعض سلع هذه القائمة مستورد من الشرق.
على أن السيطرة على تجارة الشرق العابرة للبحر الأحمر لم تكن للعرب على الدوام في القرون السابقة للميلاد؛ فقد جرتهم منافع هذه التجارة وجرت بلادهم إلى حلبة الصراع والتنافس الدولي وأدخلتهم في مواجهة مباشرة مع القوى الأوروبية القابعة في حوض البحر الأبيض: اليونان ثم حلفاؤهم الرومان ثم البيزنطيون، فلم يكن الحال في البحر الأحمر بأفضل مما كان عليه في الخليج العربي، فما إن سيطر اليونانيون على المناطق المحيطة بالجزيرة العربية الشام والعراق حتى سارعوا إلى فرض سيطرتهم الكاملة على طريق الحرير البحري ولم يكن يضايقهم في ذلك إلا التجار والملاحون العرب. وفي عهد خلفاء الإسكندر المقدوني عمل البطالمة على إعادة القناة القديمة التي كانت تربط بين النيل والبحر المتوسط والبحر الأحمر، فأمر بطليموس الثاني 185-146 ق م بإعادتها وسير السفن البحرية إلى الهند. ولحماية تجارة الشرق المحمولة على سفنهم، أسكن البطالمة جاليات يونانية في بعض موانئ البحر الأحمر وأطلقوا أسماء يونانية على مستوطناتهم ومنها ميناء إمبلوني الذي كان يعتقد وقوعه في ميناء الوجه بشمال غرب المملكة العربية السعودية، غير أن الأبحاث الأثرية التي أجريت في سواحل البحر الأحمر أثبتت أن إمبلوني تقع في جزيرة فرسان حيث يوجد بالفعل في الجزيرة بقايا مبنى يوناني الطراز ونقوش يونانية.

## تطور

### طريق الحرير في العهد الروماني

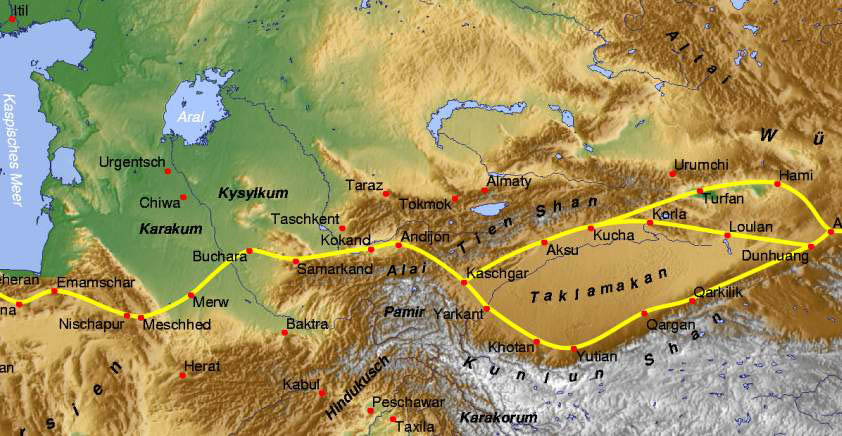
آسيا الوسطى خلال العصر الروماني ، مع أول طريق الحرير

في العهد الروماني عمل الإمبراطور أغسطس (أوكتافيوس) على الاستيلاء على جزيرة العرب وعلى البحار المحيطة بها ولكنه فشل في تحقيق ذلك الحلم، ويذكر المؤرخ اليوناني (سترابو) أن القيصر لعبت في نفسه الشائعات التي تتردد منذ القدم بأن العرب قوم واسعو الثراء وأنهم يستبدلون الفضة والذهب بعطرهم وحجارتهم الكريمة دون أن ينفقوا على الغرباء ما يحصلون عليه، ولذلك جهز القيصر في عام 25-24 ق م حملة بقيادة إيليوس قالوس دخلت الجزيرة العربية من شماليها الغربي وسارت برا حتى سواحل البحر الأحمر الجنوبية وكان نصيبها في نهاية المطاف الفشل، ولكن هذا الفشل دفع القيصر إلى تشجيع الملاحين الرومان على ارتياد البحار العربية والوصول إلى الهند مباشرة واستبعاد الوساطة العربية في تجارة الهند والصين فزاد عدد السفن التي تسافر سنويا إلى الهند في عهده إلى مائة وعشرين سفينة. ارتبطت الإمبراطورية الرومانية بطريق الحرير في آسيا الوسطى عبر موانئها في باريجازا (المعروفة اليوم باسم بهاروش و Barbaricum (المعروفة اليوم بمدينة كراتشي، السند، باكستان واستمر على طول الساحل الغربي للهند
كان «دليل السفر» القديم لهذا الطريق التجاري للمحيط الهندي هو الدليل اليوناني Periplus of the Erythraean Sea الذي كتب عام 60 بعد الميلاد.
اخترق سفر Maës Titianus أقصى الشرق على طول طريق الحرير من عالم البحر الأبيض المتوسط، ربما بهدف تنظيم الاتصالات وتقليل دور الوسطاء، خلال إحدى فترات الهدوء في حروب روما المتقطعة مع بارثيا، والتي عرقلت مرارًا وتكرارًا الحركة على طول طريق الحرير. أصبحت التجارة والاتصالات عبر القارات منتظمة ومنظمة ومحمية من قبل «القوى العظمى».وسرعان ما تبع ذلك التجارة مع الإمبراطورية الرومانية المكثفة، وأكدها جنون الرومان للحرير الصيني (الذي تم توفيره من خلال البارثيين)، على الرغم من أن الرومان اعتقدوا أن الحرير يتم الحصول عليه من الأشجار. تم تأكيد هذا الاعتقاد من قبل سينيكا الأصغر في فايدرا وفيرجيل في الجورجيين. والجدير بالذكر أن بلينيوس الأكبر كان يعرف بشكل أفضل. وفي حديثه عن «البومبيكس» أو عثة الحرير، كتب في التاريخ الطبيعي «إنهم ينسجون شبكات، مثل العناكب، تصبح ملابس فاخرة للنساء، تسمى الحرير». كان الرومان يتاجرون في التوابل والأواني الزجاجية والعطور والحرير.

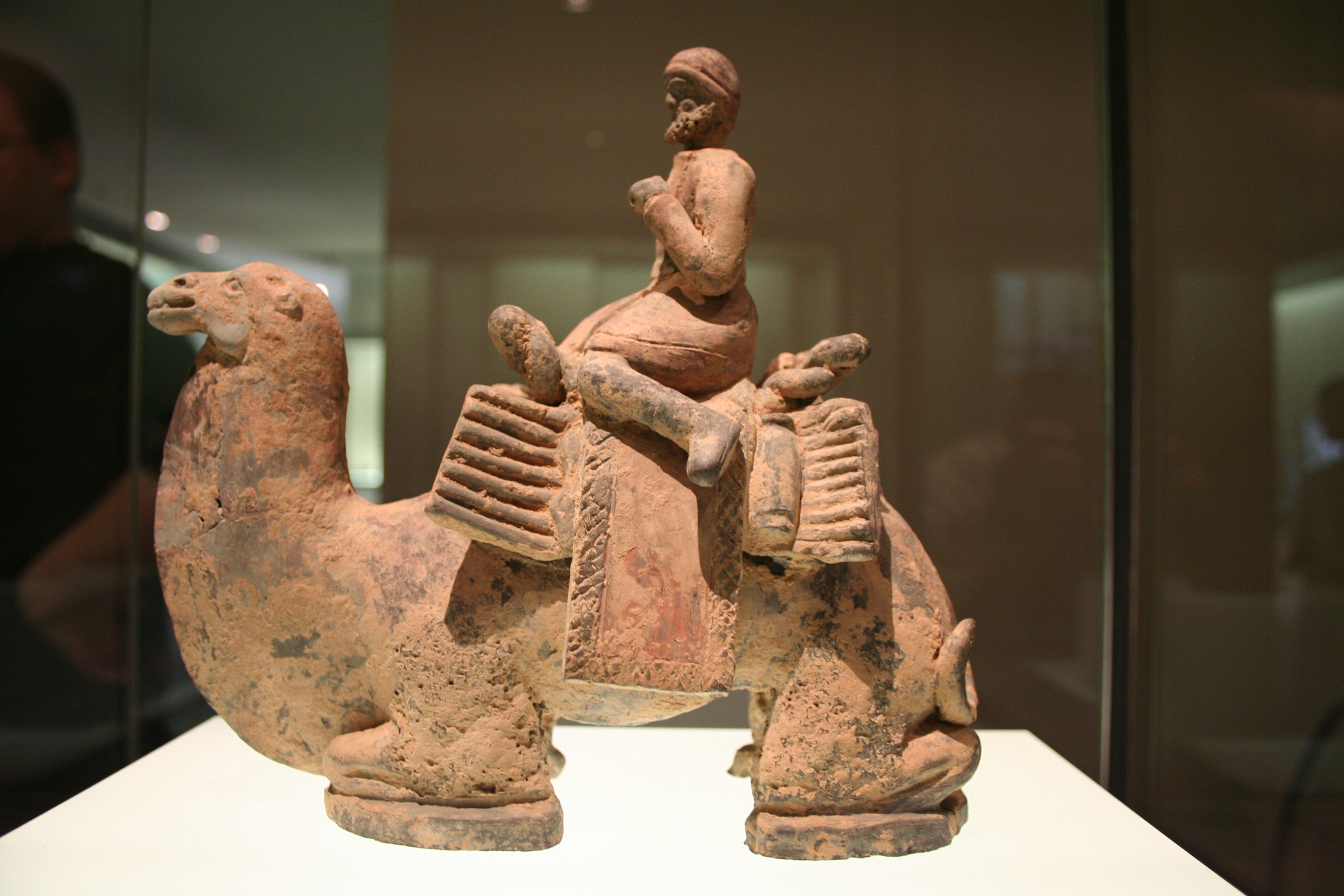
غربي على جمل ، سلالة شمال وي (386-534)

بدأ الحرفيون الرومانيون في استبدال الخيوط بأقمشة حريرية عادية ثمينة من الصين ومملكة شلا في غيونغجو، كوريا. نمت الثروة الصينية عندما سلموا الحرير والسلع الفاخرة الأخرى إلى الإمبراطورية الرومانية، التي أعجبت نسائها الثريات بجمالهن.

أصدر مجلس الشيوخ الروماني، دون جدوى، عدة مراسيم لحظر ارتداء الحرير، لأسباب اقتصادية وأخلاقية: تسبب استيراد الحرير الصيني في تدفق هائل من الذهب، واعتبرت الملابس الحريرية منحطة وغير أخلاقية.
انهارت الإمبراطورية الرومانية الغربية وطلبها على المنتجات الآسيوية المتطورة في الغرب في القرن الخامس تقريبًا.
عزز توحيد آسيا الوسطى وشمال الهند ضمن إمبراطورية كوشان في القرنين الأول والثالث دور التجار الأقوياء من باكتريا وتاكسيلا.
لقد عززوا التفاعل متعدد الثقافات كما يتضح من كنوزهم التي تعود للقرن الثاني والمليئة بمنتجات من العالم اليوناني الروماني والصين والهند، كما هو الحال في موقع باغرام الأثري.

### طريق الحرير في العهد البيزنطي

خريطة توضح بيزنطة إلى جانب قوى طريق الحرير الرئيسية الأخرى خلال فترة تجزئة السلالات الحاكمة الجنوبية والشمالية في الصين.

في العهد البيزنطي استفادت الموانئ المطلة على الخليج العربي وساحل اليمن من الصراع الاقتصادي بين الساسانيين والبيزنطيين، حيث عمل الساسانيون على تقليص تجارة البيزنطيين البحرية المباشرة مع الهند، فقلت بذلك سفن البيزنطيين المبحرة في المحيط الهندي والخليج العربي، واكتفت سفنهم بالوصول إلى باب المندب والسواحل الأفريقية للتزود منها ببضائع الشرق. ونجح الساسانيون في نقل تجارة الهند وسيلان والصين البحرية إلى الخليج العربي حيث لا يزاحمهم أحد فكانت بضائع الشرق تمر بموانئ صحار والبحرين حتى تصل إلى الأبله بالعراق. ويذكر المسعودي أن سفن الصين والهند كانت ترد إلى ملوك الحيرة الموالين للساسانيين وتدخل في الفرات وترسو في ميناء الأبله. وكانت بضائع الصين تنقل إلى سوريا حيث تباع للبيزنطيين بالشام، وكان أهم مواد تلك التجارة الحرير الصيني الذي اشتد عليه الطلب عند البيزنطيين الذين حاولوا بدورهم ضرب احتكار الساسانيين لتجارة الشرق البحرية وحرمانهم من الأموال التي تعود عليهم من تجارة الحرير الصيني واستعانوا في ذلك بالأحباش ووضعوا لذلك خطة إستراتيجية تهدف إلى سيطرة الأحباش على سواحل البحر الأحمر واليمن التي تفصل بين أراضيهم في بلاد الشام وموانئ تجارة الشرق في المحيط الهندي، فساعدوا الأحباش في الاستيلاء على اليمن، حيث ذكر أن السفن المكلفة بنقل جنود الأحباش التي استولت على اليمن سنة 525 م كانت سفنا بيزنطية أمر القيصر بإرسالها إلى الحبشة. وفي عام 531 م أرسل الإمبراطور جوستينيان وفدا إلى أكسوم ليفاوض الأحباش في شراء الحرير الصيني والبضائع الأخرى من الهند مباشرة وبيعه للبيزنطيين وقد وافق الأحباش على ذلك.
ومن جهة أخرى لم ينجح التجار الأحباش في منافسة تجار الخليج من العرب والفرس على تجارة الشرق، فقد استقر هؤلاء في سيلان والهند ولعبوا لفترات طويلة دور الوسطاء في هذه التجارة فسقطت بذلك المخططات البيزنطية الحبشية؛ ومما قضى على هذه الأحلام نهائيا تمكن الجيش الساساني الذي وصل إلى اليمن بحرا من طرد الأحباش بمساعدة اليمنيين الذين كانوا قد أعلنوا ثورة عامة على الأحباش في بلادهم، وهكذا يتضح أن السيطرة على ارباح التجارة الصينية والهندية كانت السبب الرئيس المحرك للأحداث التي شهدتها جزيرة العرب في القرن السادس الهجري. ويرى البعض أن حملة أبرهة على مكة لم تكن غايتها هدم الكعبة وحسب وإنما لدوافع اقتصادية وسياسية. ويبدو أن هدم الكعبة والذي لم يتم كان مجرد تكتيك ورمز للسيطرة على القرشيين والعرب.

### طريق الحرير في العهد الإسلامي
في بداية القرن السابع الميلادي شهدت جزيرة العرب حدثا مهما غير مجرى التاريخ فيها ألا وهو دعوة الإسلام، وخلال سنوات قليلة انتشرت هذه الدعوة وعمت جزيرة العرب وأصبح لها دولة قوية عاصمتها المدينة. وفي نقلة سريعة أخرى امتدت دولة الإسلام شرقا وغربا وشملت أملاك القوتين الساسانية والبيزنطية ولم يبدأ القرن الثامن للميلاد إلا ونفوذ المسلمين يصل إلى الحدود الغربية للصين، وبذلك أصبحت الأجزاء الكبرى من طريقي الحرير البري والبحري واقعة في ديار الإسلام وخاضعة لنفوذ المسلمين.من هنا بدأت صفحة جديدة في تاريخ العلاقات التجارية بين الصين وبلاد الإسلام عامة والجزيرة العربية على وجه الخصوص.
لقد خلقت الفتوحات الإسلامية كتلة اقتصادية عالمية كبيرة شملت مصر وشمال أفريقيا والجزيرة العربية وبلاد الشام والعراق وإيران وأجزاء كبيرة من أواسط آسيا، كما جمعت لأول مرة في التاريخ الخليج العربي والبحر الأحمر تحت سلطة واحدة وكان لموقف الصينيين السلمي من هذا المد الإسلامي أكبر الأثر في تطور التجارة بينهم وبين أكبر كتلة اقتصادية شهدها العالم القديم، فلم يدخل الصينيون في صراع مع المسلمين الذين اقتربوا كثيرا من حدودهم بل استطاعوا بحكمتهم المعهودة التكيف مع الوضع الدولي الجديد والتغير الذي طرأ على موازين القوى في العالم، فسارعوا إلى الدخول في علاقات سلمية مع المسلمين وركزوا على تطوير التجارة واستفادوا من الأمن والاستقرار الذي وفروه على مسارات طرق الحرير البرية والبحرية، فانطلق الصينيون بأنفسهم ينقلون بضائعهم إلى ديار الإسلام وأخذت سفنهم تبحر شرقا إلى الموانئ العربية في الخليج والبحر الأحمر وساحل اليمن وحضرموت، وبالمقابل سهلوا للتجار العرب المسلمين الوصول إلى بلادهم والإقامة بها ومزاولة التجارة في حرية وعدل وأمان وأصبحت السفن العربية تصل بدورها مباشرة إلى ميناء كانتون.
وأول إشارة في المصادر العربية عن العلاقات السياسية بين الصين والجزيرة العربية في العهد الإسلامي يرجع تاريخها إلى عهد الخلفاء الراشدين، إذ تذكر المصادر العربية أن فيروز بن يزدجرد ابن ملك الفرس طلب مساعدة إمبراطور الصين في صد غارات جيوش العرب المسلمين الذين استولوا على بلاده وقتلوا أباه، وأن إمبراطور الصين اعتذر له ولم يقدم له العون العسكري الذي طلبه محتجا ببعد المسافة واكتفى بإرسال سفير من قبله إلى المدينة ليشرح قضية فيروز، وقيل أن الخليفة الراشد عثمان بن عفان أرسل قائدا لمرافقة السفير الصيني في عودته سنة 651 م، وأن إمبراطور الصين أكرم وفادة القائد المسلم. أما المصادر الصينية فقد ذكرت المسلمين لأول مرة في بداية القرن السابع الميلادي، فقد أشار مؤرخو الصين في ذلك القرن إلى الدين الجديد الذي ظهر في مملكة المدينة، وتشير المصادر الصينية أيضا أن جماعة من المسلمين قدموا إلى كانتون في بداية حكم أسرة تانغ (618-907) وحصلوا من إمبراطور على إذن بالإقامة فيها واتخذوا لأنفسهم بيوتا جميلة تختلف في طرازها عن البيوت الصينية، وهناك قصة مشهورة في المصادر العربية عن حادثة وقعت بين الصينيين والفاتحين المسلمين في العصر الأموي بطلها القائد المشهور قتيبة بن مسلم الباهلي، وهو من قبيلة تسكن في وسط جزيرة العرب في منطقة نجد ((غير بعيد عن مدينة الرياض عاصمة المملكة العربية السعودية)) ، فقد فتح هذا القائد زمن الخليفة الأموي عبد الملك بن مروان (705-715 م) مدينة بخارى وسمرقند ووصل إلى حدود الصين وحلف ألا ينصرف حتى يطأ أرض الصين، وبعث إلى إمبراطورها وفدا، وبعد حوار طويل مع الوفد بعث إليه إمبراطور الصين بحرير وهدايا متنوعة وصحاف من ذهب بها تراب من تراب الصين ليطأه بقدمه ويتحلل من يمينه، فقبل قتيبة الهدايا ووطأ التراب وقفل راجعا. وفي الفترة نفسها تذكر المصادر التاريخية الصينية أن رسولا جاء من قبل الخليفة هشام بن عبد الملك إلى الإمبراطور الصيني هسوان تسونج سنة 726 م \ 108 ه، وتشير المصادر الصينية أيضا أن العرب حلوا محل الفرس في أوائل القرن الثاني الهجري (8 م) في السيطرة على تجارة الحرير، كما تشير أيضا إلى تاجر عماني قام برحلة إلى الصين واسمه أبو عبيد الله عبد الله بن القام وقد وصل إلى الصين حوالي سنة 133 هـ \ 750/ واشترى الأخشاب.

### تشانغ تشيان
لقد تقدم في صحراء غوبي المترامية الأطراف موكب من المسافرين الذين يرتدون أزياء من عهد أسرة هان الغربية متجها إلى الغرب. وكان المسافرون يمشون في تمهل بعد أن أجهدهم السير الطويل، وأضناهم الحر والعطش، ولفحت وجوههم أشعة الشمس المحرقة. ونظر قائدهم وقد علت على وجهه علائم القلق إلى أوعية الماء الفارغة على ظهور الجمال متسائلا: متى يمكنهم العثور على واحة ؟
لقد وقع هذا المشهد على الطريق المؤدية إلى المناطق الغربية قبل 2100 سنة. أما هذا القائد فهو تشانغ تشيان المكتشف المشهور من عهد أسرة هان الغربية في الصين. وفي عام 138 قبل الميلاد قاد تشانغ تشيان وفده المكون من 100 شخص إلى المناطق الغربية وذلك بأمر من الإمبراطور هان وو دي. وبعد الرحلة الشاقة والتغلب على ما لا يحصى من الصعوبات والمخاطر نجح في شق طريقه من وسط الصين إلى المناطق الغربية وهذا هو طريق الحرير الذائع صيته في العالم منذ قديم الزمان.
إن تشانغ تشيان (؟ - 114 ق م) رحالة من عهد أسرة هان الغربية (206 ق م ¨C 25 م)، كان قد ارتحل إلى الغرب مرتين على التوالي. وبالنسبة لتاريخ ميلاده لم يسجل في الكتب التاريخية، بل ذكر فيها أنه أصبح رجلا مفتول العضل حين دخلت أسرة هان الغربية الحقبة الذهبية من عهد تولي الإمبراطور هان وو دي العرش (140-87 ق م). حينذاك كان تشانغ تشيان من حاشية هان وو دي، وكان مسؤولا عن حراسة أبواب القصور الإمبراطورية في الأيام العادية. وكان مشرفا على تهيئة العربة والحصان للإمبراطور حين يرحل إلى الخارج. ورغم أن مكانته وراتبه منخفضان إلا أن كفاءته الفائقة حظيت باهتمام وإعجاب هان وو دي. ولذلك اختار تشانغ تشيان رسولا للإمبراطور عندما قرر هذا الأخير إقامة الاتصال مع المناطق الغربية.
وفي عهد أسرة هان الغربية كانت المناطق الغربية تعني مناطق غرب وسط الصين، أي منطقة سنجان حاليا، أو المناطق الواسعة في آسيا الوسطى والغربية غرب قلعة يويمن في مقاطعة قانسو، وبعض المناطق في أوروبا اليوم. وفي تلك الأيام فصلت الجبال الشاهقة المتراصة وصحراء غوبي المترامية الأطراف بين وسط الصين والمناطق الغربية الوسعة.
وفي عام 138 ق م وجه الإمبراطور هان وو دي رسوله تشانغ تشيان لأول مرة إلى المناطق الغربية لاستنهاض أهل قومية داروتشي هناك (قومية بدوية عاشت على شواطئ نهر ييلي اليوم) للمقاومة معا ضد شيونغنو (الهون).
وشيونغنو قومية بدوية قوية في شمال الصين في التاريخ القديم، كانت تعتدي على وسط الصين من حين لآخر منذ أوائل أسرة هان الغربية، وقد سيطرت على ممر خشي الذي ينفذ إلى وسط الصين إلى المناطق الغربية، مما شكل تهديدا خطيرا على أسرة هان الغربية. ولذلك قرر الإمبراطور هان وو دي شن الحرب ضد هذه القومية الخطرة. ولكن قبل تنفيذ هذه الأعمال العسكرية أرسل تشانغ تشيان إلى المناطق الغربية للاتحاد مع الأقليات القومية الأخرى هناك.
وفي هذه المرة قاد تشانغ تشيان 100 شخص متجها إلى الغرب، وكان دليلهم قان فو من عبيد قومية شيونغنو. وانطلق من تشانغآن عاصمة أسرة هان الغربية، وسار على امتداد نهر ويخه، واجتاز جبل تشينلين، ثم عرج على الشمال الغربي، وعبر النهر الأصفر، حتى وصل إلى منطقة ممر خشي.
وعندما مروا بأرض شيونغنو قبض تشان يوي زعيم شيونغنو عليهم، فحجزوا هناك عشر سنوات. وخلال هذه القترة زوج الزعيم تشان يوي رسول أسرة هان الغربية تشانغ تشيان من إحدى نساء شيونغنو محاولا استمالته إليه. وفيما بعد أنجبت له زوجته ولدا. ولكن هذا لم يوهن عزيمة تشانغ تشيان الرامية إلى تأدية رسالته الشريفة.
وفي عام 129 ق م هرب تشانغ تشيان مع وفده من أيدي جنود شيونغنو مستغلا إهمالهم بحراستهم. ثم واصل السير نحو الغرب، فمر بتشاشي في حوض توربان، ودخل يانتشي، ثم عبر قويتسي شرق كوتشار، وسور (كل الأماكن المذكورة في هذه الطريق هي في منطقة سنجان حاليا)، ووصل إلى داوان، وهي دويلة زراعية متطورة، تشتهر بإنتاج الأرز والقمح والنبيذ. وعندما عرف ملك داوان مجيء رسول أسرة هان الغربية إلى دويلته استقبله مسرورا، إذ أنه سمع أن أسرة هان الغربية غنية جدا، ورغب في إقامة الاتصال معها منذ مدة طويلة. ثم أرسل رجاله ليرافقوا تشانغ تشيان ووفده إلى كانغجيوي داخل حدود الاتحاد السوفياتي السابق، كما أرسل أهل كانغجيوي تشانغ تشيان ووفده إلى داروتشي.
أما داروتشي فأرضها خصبة وأهلها يعيشون في سعادة وسلامة، فلا يرغبون في محاربة شيونغنو من جديد. فلذلك لم تتوصل أسرة هان الغربية إلى نتيجة مع داروتشي حول المقاومة المشتركة ضد شيونغنو. وفيما بعد عبر تشانغ تشيان نهر ويشيوي (نهر آمو اليوم)، ووصل إلى مدينة لاتشي (واتشيرباد في أفغانستان اليوم) الواقعة في داشيا (الدويلة القديمة في آسيا الصغرى)، حيث تجول تشانغ تشيان ووفده في كل مكان، وعرف كثيرا عن الأحوال السياسية والاجتماعية والاقتصادية. وبعد سنة واحدة قرر تشانغ تشيان العودة إلى بلاده.
وفي عام 128 ق م انطلق تشانغ تشيان ووفده في طريق عودتهم. ومن أجل تجنب شيونغنو لم يعد أدراجه، بل تحرك من داروتشي، وتسلق الجبال الشاهقة، ثم سار على امتداد السفوح الشمالية لجبال كونلون متجها إلى الشرق، ومر بيارقند ويويتشنغ (خوتيان في سنجان اليوم). ولكن شيونغنو أسره مع وفده مرة ثانية في طريق عودتهم. وبعد أكثر من سنة هرب تشانغ تشيان وزوجته إلى أسرة هان الغربية. واستغرقت هذه الرحلة التي أداها تشانغ تشيان 13 سنة، من عام 138 ق م إلى عام 126 ق م. ورغم أن تشانغ تشيان لم يؤد فيها الرسالة السياسية الرامية إلى الاتحاد مع داروتشي إلا أنه بصفته رسولا رسميا لأسرة هان الغربية نجح مع وفده في فتح المناطق الغربية لأول مرة، واستقصى بنفسه عن المواصلات البرية من الشرق إلى الغرب، وشق (طريق الحرير) المشهورة في العالم التي تؤدي إلى قارة آسيا وقارة أوروبا. وإن رحلة تشانغ تشيان هذه عززت الاتصالات والصداقة بين أبناء قومية هان وأبناء مختلف القوميات في المناطق الغربية، وبين الصين وبلدان آسيا الوسطى والغربية، كما تركت أثرا عميقا في تاريخ الصين وفي تاريخ الاتصالات بين الشرق والغرب.
استمرت الحرب بين أسرة هان الغربية وشيونغنو بضع عشرة سنة، فانتهت بانتصار حاسم لأسرة هان الغربية، مما استأصل تهديد شيونغنو لأسرة هان الغربية منذ مدة طويلة، وفتح المواصلات بين أسرة هان الغربية والمناطق الغربية . ومن أجل تطوير العلاقات الوثيقة بين أسرة هان الغربية ومختلف القوميات في المناطق الغربية ومن أجل توسيع الاتصالات مع بلدان آسيا الوسطى والغربية، وجه الإمبراطور هان وو دي رسوله تشانغ تشيان إلى المناطق الغربية مرة أخرى في عام 119 ق م.
وفي الرحلة الثانية قاد تشانغ تشيان وفده المكون من 300 شخص ومعهم كميات ضخمة من النقود الذهبية والحرير وعشرة آلاف رأس من الأبقار والأغنام. وهذه المرة لم تكن اتصالا وديا فحسب، بل كانت اتصالا لتبادل الموارد ذات الحجم الكبير. ومنذ أن شق تشانغ تشيان طريق الحرير كانت مختلف الأسر في الصين تزيد من طول هذه الطريق القديمة وتعمل على تطويرها.
إن الصين موطن الحرير، كما أنها أول دولة في اختراع صناعة الورق والبارود وطباعة النفش. ومنذ فتح تشانغ تشيان المناطق الغربية سارت مواكب التجار الصينيين من مختلف الأسر بعد أسرة هان على طريق الحرير ذهابا وايابا، حاملين الحرير والأوراق والمنتجات النفيسة من الدول الواقعة على جانبي طريق الحرير. ولذلك فإن شق طريق الحرير وتطورها هو خلاصة حكمة وعرق شعوب مختلف بلدان آسيا الوسطى والغربية، وأصبحت هذه الطريق طريق صداقة تربط بين الصين والدول في آسيا الوسطى والغربية وأوروبا.

## طريق الحرير الجديد (القرنان 20 و 21)

مخطط طريق الحرير بفرعه البحري.

في القرن العشرين ، تم حظر طريق الحرير عبر قناة السويس والوصلات البرية مرارًا وتكرارًا من الحرب العالمية الأولى وما بعدها. ينطبق هذا أيضًا على الحواجز التجارية الضخمة للحرب الباردة. لم تبدأ طرق التجارة «القديمة» في إعادة تنشيطها إلا في التسعينيات. بالإضافة إلى الأنشطة الصينية والتكامل مع إفريقيا ، ينطبق هذا أيضًا على الأهمية المتزايدة لمنطقة البحر الأبيض المتوسط والارتباط بأوروبا الوسطى مثل مركز التجارة في تريستي.
يمكن أن تمثل التجارة على طول طريق الحرير قريبًا ما يقرب من 40٪ من إجمالي التجارة العالمية ، ويتم جزء كبير منها عن طريق البحر. يبدو أن الطريق البري لطريق الحرير سيظل مشروعًا مناسبًا من حيث حجم النقل في المستقبل. نتيجة لمبادرة طريق الحرير الصينية والاستثمارات ، يبدو أن التجارة تتكثف على الطرق ذات الصلة.

### سيلكرود البحرية

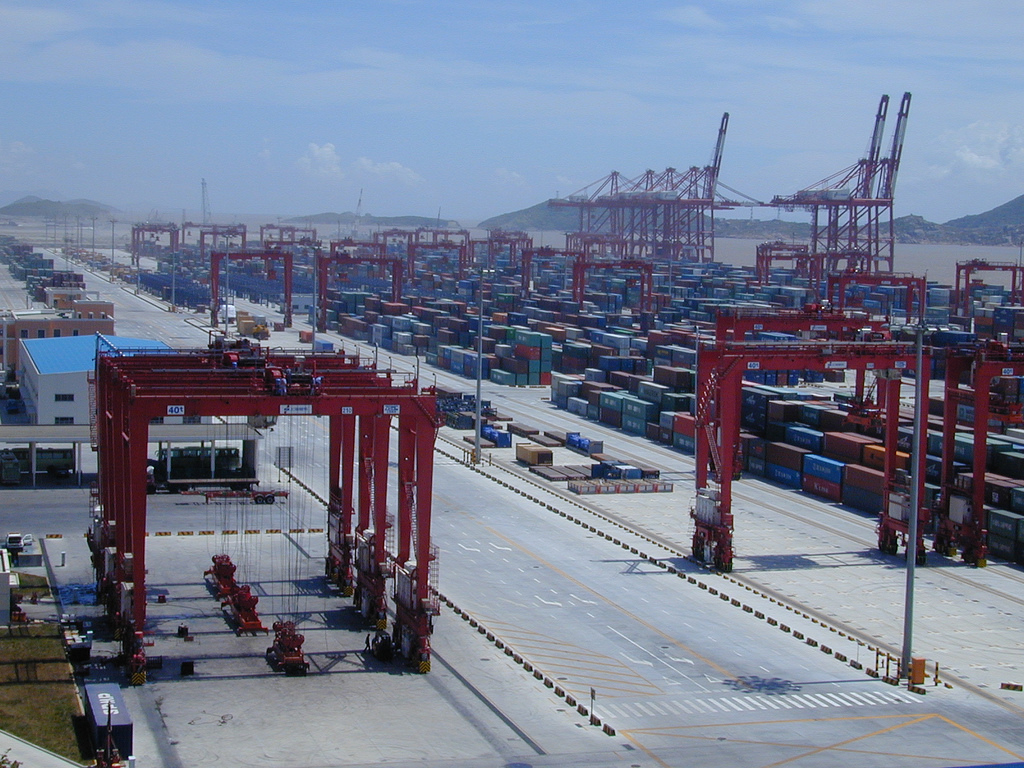
ميناء يانغشان في شنغهاي ، الصين

يتبع طريق الحرير البحري طريق التجارة القديم الذي افتتحه الأميرال الصيني تشنغ خه خلال أوائل عهد أسرة مينغ. على وجه الخصوص ، أدى إنشاء قناة السويس غيرالمنغلقة إلى تعزيز التجارة البحرية بين آسيا وأوروبا في هذه المنطقة. في حين تعطلت العديد من التدفقات التجارية في القرن 20 من قبل الحربين العالميتين، وأزمة السويس والحرب الباردة، من بداية القرن 21 العديد من المراكز التجارية التي كانت موجودة بالفعل في القرن 19 تم تفعيلها مرة أخرى.
كما تم توسيع قناة السويس باستمرار وتم تسليط الضوء على دورها الموفر للوقت في التجارة بين آسيا وأوروبا. في بداية طريق الحرير البحري والموانئ الصينية الكبرى في شانغهاي، شنتجن ونينغبو وتشوشان. فإن الاستثمارات الصينية في أفريقيا ربط مناطق واسعة من وسط وشرق أفريقيا لطريق الحرير البحري، وبالتالي إلى الصين ومباشرة إلى جنوب أوروبا عبر قناة السويس. الأهمية المتزايدة للبحر الأبيض المتوسط كمركز تجاري مع لها مباشرة، وصلات سريعة ل وسط وشرق أوروبا هو واضح من الاستثمارات الدولية في المدن ميناء بيرايوس وتريستي.على طريق الحرير البحري ، حيث يتم بالفعل نقل أكثر من نصف جميع الحاويات في العالم ، يتم توسيع موانئ المياه العميقة ، ويجري بناء مراكز لوجستية وطرق نقل جديدة مثل السكك الحديدية والطرق في المناطق النائية خلقت.

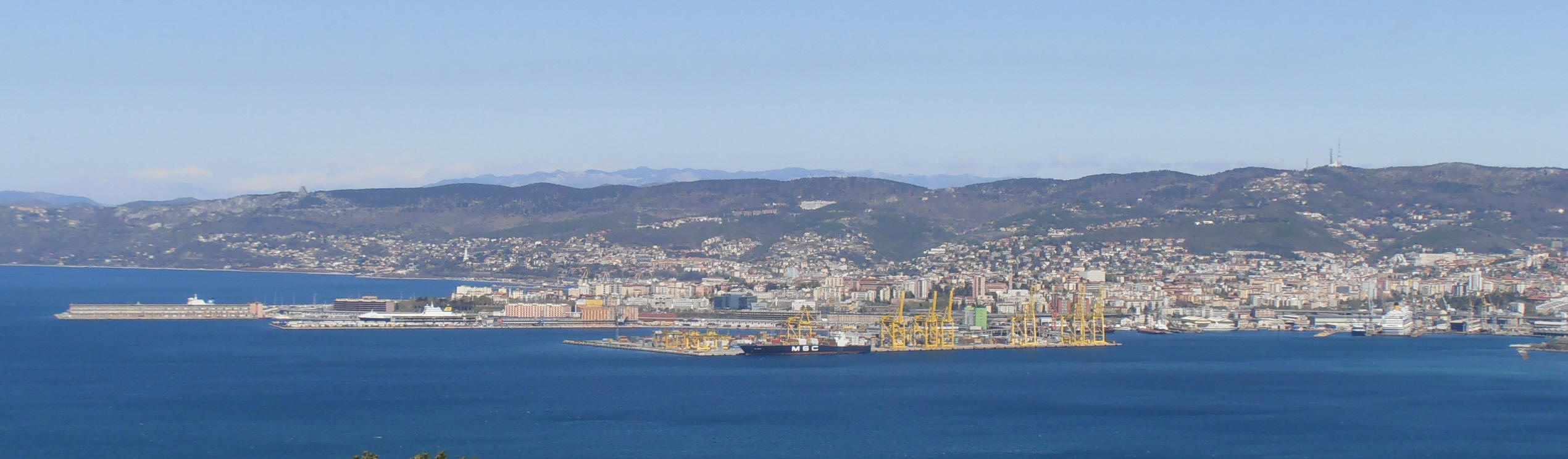
ميناء تريستي

اليوم يسير طريق الحرير البحري مع ارتباطاتها من الساحل الصيني إلى الجنوب عبر هانوي إلى جاكرتا، سنغافورة وكوالالمبور عبر مضيق ملقا عبر السريلانكية كولمبو نحو الطرف الجنوبي من الهند عبر ماليه، عاصمة المالديف، إلى شرق أفريقيا مومباسا، ومن هناك إلى جيبوتي، ثم عبر البحر الأحمر عبر قناة السويس إلى البحر المتوسط، هناك طريق حيفا، إسطنبول وأثينا إلى منطقة أعالي البحر الأدرياتيكي إلى محور الإيطالي الشمالي من تريستمع منفذ الملاحة الدولية وصلات السكك الحديدية ل أوروبا الوسطى وبحر الشمال. نتيجة لذلك ، ترتبط بولندا ودول البلطيق وشمال أوروبا وأوروبا الوسطى أيضًا بطريق الحرير البحري.

### سكة حديد (1990)

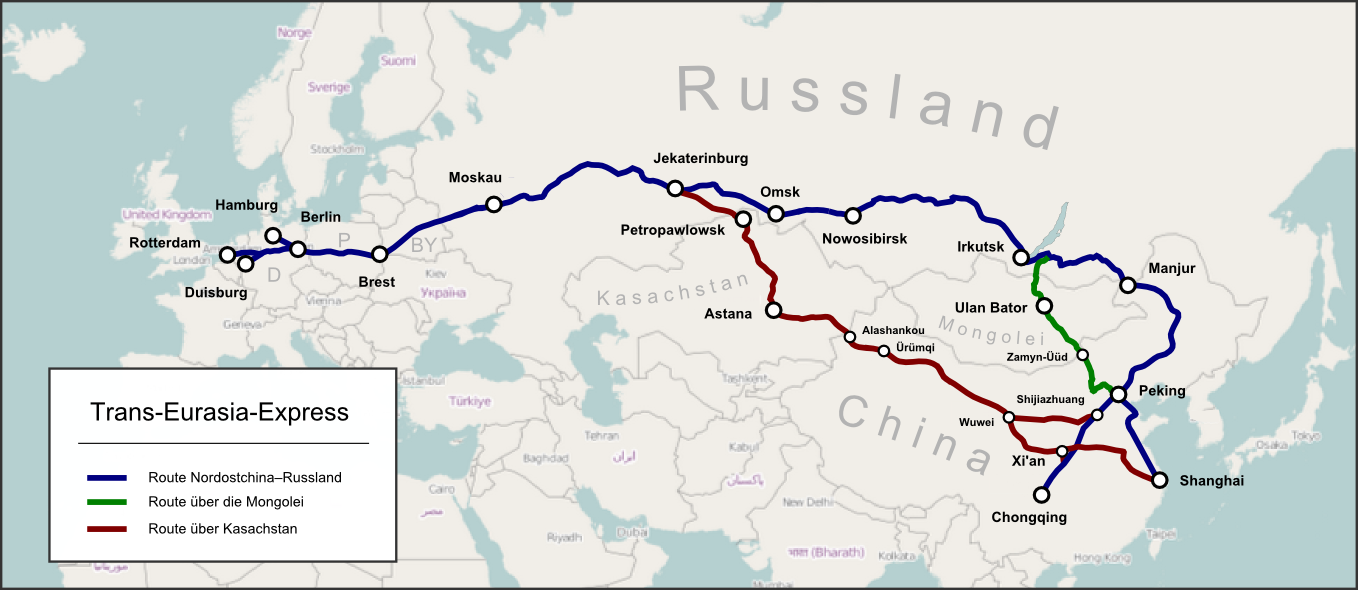
عبر أوراسيا اللوجستية

يشار أحيانًا إلى جسر الأرض الأوراسي، وهو خط سكة حديد يمر عبر الصين وكازاخستان ومنغوليا وروسيا ، باسم «طريق الحرير الجديد». تم الانتهاء من آخر رابط في أحد هذين طريقين للسكك الحديدية في عام 1990، عندما تم توصيل أنظمة السكك الحديدية في الصين وكازاخستان في ممر ألاتاو (ألاشان كو).في عام 2008، تم استخدام الخط لربط مدينتي أورومتشي في الصين مقاطعة شينجيانغ بـ ألماتي ونور سلطان في كازاخستان. في أكتوبر 2008 وصل أول قطار عبر أوراسيا اللوجستية إلى هامبورغ من شيانغتان. بدءًا من يوليو 2011، تم استخدام الخط بواسطة خدمة الشحن التي تربط Chongqing ، الصين بـ Duisburg ، ألمانيا ،  فخفض وقت السفر للبضائع من حوالي 36 يومًا بواسطة سفينة الحاويات إلى 13 يومًا فقط بواسطة قطار الشحن في عام 2013، بدأت Hewlett-Packard في نقل قطارات شحن كبيرة من أجهزة الكمبيوتر المحمولة والشاشات على طول طريق السكك الحديدية هذا. في يناير 2017، أرسلت الخدمة أول قطار لها إلى لندن.  تتصل الشبكة بالإضافة إلى ذلك بمدريد وميلانو.

### إحياء المدن (1966)
بعد الزلزال الذي ضرب طشقند في آسيا الوسطى عام 1966، كان على المدينة أن تعيد بناء نفسها. على الرغم من أن ذلك تسبب في خسائر فادحة في أسواقهم ، إلا أن هذا بدأ في إحياء مدن طريق الحرير الحديثة.

### مبادرة الحزام والطريق (2013)
| صفحات تبدأ ب‍ ‍طريق الحرير |
| --- |
| - طريق الحرير - طريق الحرير (السوق الألكترونية) - طريق الحرير (توضيح) - طريق الحرير (موقع تراث عالمي) - طريق الحرير البحري - طريق الحرير الجديد - طريق الحرير الشمالي |

خلال زيارة قام بها إلى كازاخستان في سبتمبر 2013، قدم الرئيس الصيني شي جين بينغ خطة لطريق حرير جديد من الصين إلى أوروبا. تتضمن التكرارات الأخيرة لهذه الخطة ، المسماة «حزام واحد طريق واحد» (BRI)، حزام طريق الحرير الاقتصادي وطريق الحرير البحري للقرن الحادي والعشرين، مع نقاط في أورومكي ، دوستيك، نور سلطان ، غوميل، مدينة برست بيلاروس، والمدن البولندية Małaszewicze وŁódź —والتي ستكون محاور الخدمات اللوجستية وإعادة الشحن إلى بلدان أخرى في أوروبا.
في 15 فبراير 2016، مع تغيير المسار ، وصل أول قطار تم إرساله بموجب المخطط من مقاطعة جيجيانغ الشرقية إلى طهران. على الرغم من أن هذا القسم لا يكمل الاتصال البري على غرار طريق الحرير بين الصين وأوروبا ، تم الآن إنشاء خط سكة حديد جديد يربط الصين بأوروبا عبر إسطنبول. مر الطريق الفعلي عبر ألماتي ، بيشكيك، سمرقند، ودوشنبه.

## طرق
يتألف طريق الحرير من عدة طرق. نظرًا لأنه يمتد غربًا من المراكز التجارية القديمة في الصين ، فإن طريق الحرير البري العابر للقارات مقسم إلى شمال والطرق الجنوبية متجاوزًا صحراء تاكلامكان ولوب نور. التجار على طول هذه الطرق حيث شاركوا في «تجارة الترحيل» حيث تم تغيير البضائع «عدة مرات قبل الوصول إلى وجهاتها النهائية».

### الطريق الشمالية
| صفحات تبدأ ب‍ ‍طريق الحرير |
| --- |
| - طريق الحرير - طريق الحرير (السوق الألكترونية) - طريق الحرير (توضيح) - طريق الحرير (موقع تراث عالمي) - طريق الحرير البحري - طريق الحرير الجديد - طريق الحرير الشمالي |

طريق الحرير في القرن الأول

بدأ الطريق الشمالي في تشانغآن (تسمى الآن شيان)، وهي عاصمة قديمة للصين تم نقلها إلى الشرق خلال هان لاحقًا إلى لويانغ. تم تحديد الطريق في القرن الأول قبل الميلاد عندما وضع الامبراطور وو من هان حدًا لمضايقات القبائل البدوية.
سافر الطريق الشمالي شمال غربًا عبر مقاطعة قانسو الصينية من مقاطعة شنشي وانقسم إلى ثلاث طرق أخرى ، يتبع اثنان منها سلاسل الجبال إلى شمال وجنوب صحراء تاكلامكان إلى ينضم مجددًا إلى كاشغر، والآخر يتجه شمال جبال تيان شان عبر توربان، تالغار، وألماتي (في ما هو الآن جنوب شرق كازاخستان). انقسمت الطرق مرة أخرى غرب كاشغر ، مع فرع جنوبي يتجه أسفل وادي ألاي باتجاه ترميز (في أوزبكستان الحديثة) وبلخ (أفغانستان)، بينما سافر الآخر عبر قوقند في وادي فرغانة (في شرق أوزبكستان حاليًا) ثم غربًا عبر صحراء قره قوم.انضم كلا الطريقين إلى الطريق الجنوبي الرئيسي قبل الوصول إلى تركمانستان القديمة مرو الشاهجان. تحول فرع آخر من الطريق الشمالي إلى الشمال الغربي متجاوزًا بحر آرال وشمال بحر قزوين، ثم إلى البحر الأسود.
طريق للقوافل ، جلب طريق الحرير الشمالي إلى الصين العديد من السلع مثل «التمر ومسحوق الزعفران وجوز الفستق من بلاد فارس ؛ اللبان والعود والمر من الصومال؛ خشب الصندل من الهند ؛ قوارير زجاجية من مصر ، وسلع أخرى باهظة الثمن ومرغوبة من أجزاء أخرى من العالم.» في المقابل ، أعادت القوافل براغي من الديباج الحريري وأواني اللك والبورسلين.

### طريق الجنوب الغربي
يُعتقد أن الطريق الجنوبي الغربي هو دلتا نهر الغانج / براهمابوترا، والتي كانت موضع اهتمام دولي لأكثر من ألفي عام. يذكر سترابو ، الكاتب الروماني في القرن الأول ، أراضي الدلتا: «بالنسبة للتجار الذين يبحرون الآن من مصر ... بقدر ما هم في الغانج ، فهم مجرد مواطنين عاديين ...» تعليقاته مثيرة للاهتمام مثل الخرز الروماني ومواد أخرى تم العثور عليها في أطلال واري باتشوار، وهي المدينة القديمة التي تعود جذورها إلى ما قبل ذلك بكثير ، قبل العصر البرونزي، ويتم حاليًا التنقيب ببطء بجانب براهمابوترا القديمة في بنغلاديش. لبطليموس أظهرت خريطة دلتا الغانج، وهي جهد دقيق بشكل ملحوظ ، أن مخبريه كانوا يعرفون كل شيء عن مجرى نهر براهمابوترا ، وعبروا جبال الهيمالايا ثم ينحنيون غربًا إلى منبعه في التبت. مما لا شك فيه أن هذه الدلتا كانت مركزًا تجاريًا دوليًا رئيسيًا ، ومن المؤكد تقريبًا أنها كانت في وقت أبكر بكثير من العصر المشترك. تم تداول أحجار كريمة وبضائع أخرى من تايلاند وجاوة في الدلتا وعبرها. اقترح الكاتب الأثري الصيني بن يانغ وبعض الكتاب وعلماء الآثار السابقين ، مثل جانيس ستارغاردت ، بشدة هذا المسار للتجارة الدولية على أنه طريق سيتشوان - يونان - بورما - بنغلاديش.وفقًا لبن يانغ ، خاصة من القرن الثاني عشر ، تم استخدام الطريق لشحن السبائك من يونان (الذهب والفضة من بين المعادن الغنية بها يونان)، عبر شمال بورما ، إلى بنغلاديش الحديثة ، مع الاستفادة من الطريق القديم المعروف كطريق «ليدو». يُعتقد أن الأدلة الناشئة عن المدن القديمة في بنغلاديش ، ولا سيما أطلال Wari-Bateshwar ، Mahasthangarh وBhitagarh وBikrampur و Egarasindhur وSonargaon المراكز التجارية في هذا الطريق.

### الطريق البحري
يشير طريق الحرير البحري إلى القسم maritime من طريق الحرير التاريخي الذي يربط الصين بجنوب شرق آسيا ، أرخبيل إندونيسيا، شبه القارة الهندية، شبه الجزيرة العربية وصولاً إلى مصر وأخيراً أوروبا.
يشمل طريق التجارة عددًا من المسطحات المائية ؛ بما في ذلك بحر الصين الجنوبي ومضيق ملقا والمحيط الهندي وخليج البنغال وبحر العرب والخليج العربي والبحر الأحمر. يتداخل الطريق البحري مع التجارة البحرية التاريخية لجنوب شرق آسيا ، تجارة التوابل، تجارة المحيط الهندي وبعد القرن الثامن - شبكة التجارة البحرية العربية. تمتد الشبكة أيضًا شرقاً إلى بحر الصين الشرقي والبحر الأصفر لربط الصين بـ شبه الجزيرة الكورية والأرخبيل الياباني.

## التوسع في الفنون

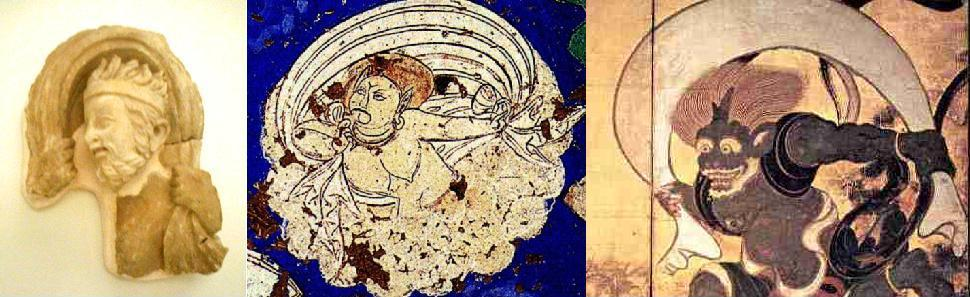
التطور الأيقوني لإله الريح. إلى اليسار: إله الرياح اليوناني من حدّة ، القرن الثاني. الوسط: إله الرياح من كيزيل ، حوض تاريم ، القرن السابع. إلى اليمين: إله الرياح الياباني فوجين ، القرن السابع عشر.

تم نقل العديد من التأثيرات الفنية عبر طريق الحرير ، وخاصة عبر آسيا الوسطى ، حيث يمكن للتأثيرات الهلنستية والإيراني والهندي والصيني اختلط. يمثل الفن اليوناني البوذي أحد أكثر الأمثلة وضوحًا لهذا التفاعل. كان الحرير أيضًا تمثيلًا للفن ، حيث كان بمثابة رمز ديني. الأهم من ذلك ، كان الحرير يستخدم كعملة للتجارة على طول طريق الحرير.
يمكن رؤية هذه التأثيرات الفنية في تطور البوذية حيث ، على سبيل المثال ، تم تصوير بوذا لأول مرة على أنه إنسان في فترة كوشان.  عزا العديد من العلماء هذا إلى النفوذ اليوناني.  يمكن العثور على مزيج من العناصر اليونانية والهندية في الفن البوذي اللاحق في الصين وعبر البلدان الواقعة على طريق الحرير.
يتكون إنتاج الفن من العديد من العناصر المختلفة التي تم تداولها على طول طرق الحرير من الشرق إلى الغرب. كان أحد المنتجات الشائعة ، اللازورد، عبارة عن حجر أزرق به بقع ذهبية ، والذي تم استخدامه كطلاء بعد طحنه إلى مسحوق.

## ذكرى
في 22 يونيو 2014، قامت منظمة الأمم المتحدة للتربية والعلم والثقافة (اليونسكو) بتسمية طريق الحرير باسم موقع التراث العالمي في مؤتمر 2014 حول التراث العالمي. تعمل الأمم المتحدة منظمة السياحة العالمية منذ عام 1993 لتطوير السياحة الدولية المستدامة على طول الطريق مع الهدف المعلن المتمثل في تعزيز السلام والتفاهم.
للاحتفال بذكرى تحول طريق الحرير إلى أحد مواقع التراث العالمي لليونسكو ، أعلن متحف الحرير الوطني الصيني عن «أسبوع طريق الحرير» المقرر عقده في الفترة من 19-25 يونيو 2020.
لكل من بيشكيك وألماتي شارع رئيسي بين الشرق والغرب سمي على اسم طريق الحرير ((بالقيرغيزية: Жибек жолу)‏, جيبيك جولو في بيشكيك ، و (بالقازاقية: Жібек жолы)‏, جيبيك جولي وألماتي).يوجد أيضًا طريق الحرير في ماكليسفيلد بالمملكة المتحدة.

## وصلات خارجية
- مشروع طريق الحرير من موقع وزارة الإعلام العمانية
- طريق الحرير
- طريق الحرير من 21 قرن